# تنوب قيليقية
تنوب قيليقية أو الشوح السوري أو ببساطة الشُوح، نوع نباتي شجري ينتمي إلى جنس التنوب من الفصيلة الصنوبرية.

## الانتشار
موطنه الجبال الساحلية في شمال المشرق العربي (سوريا ولبنان ومنطقة أضنة ولواء اسكندرون السوري ).

## معرض صور

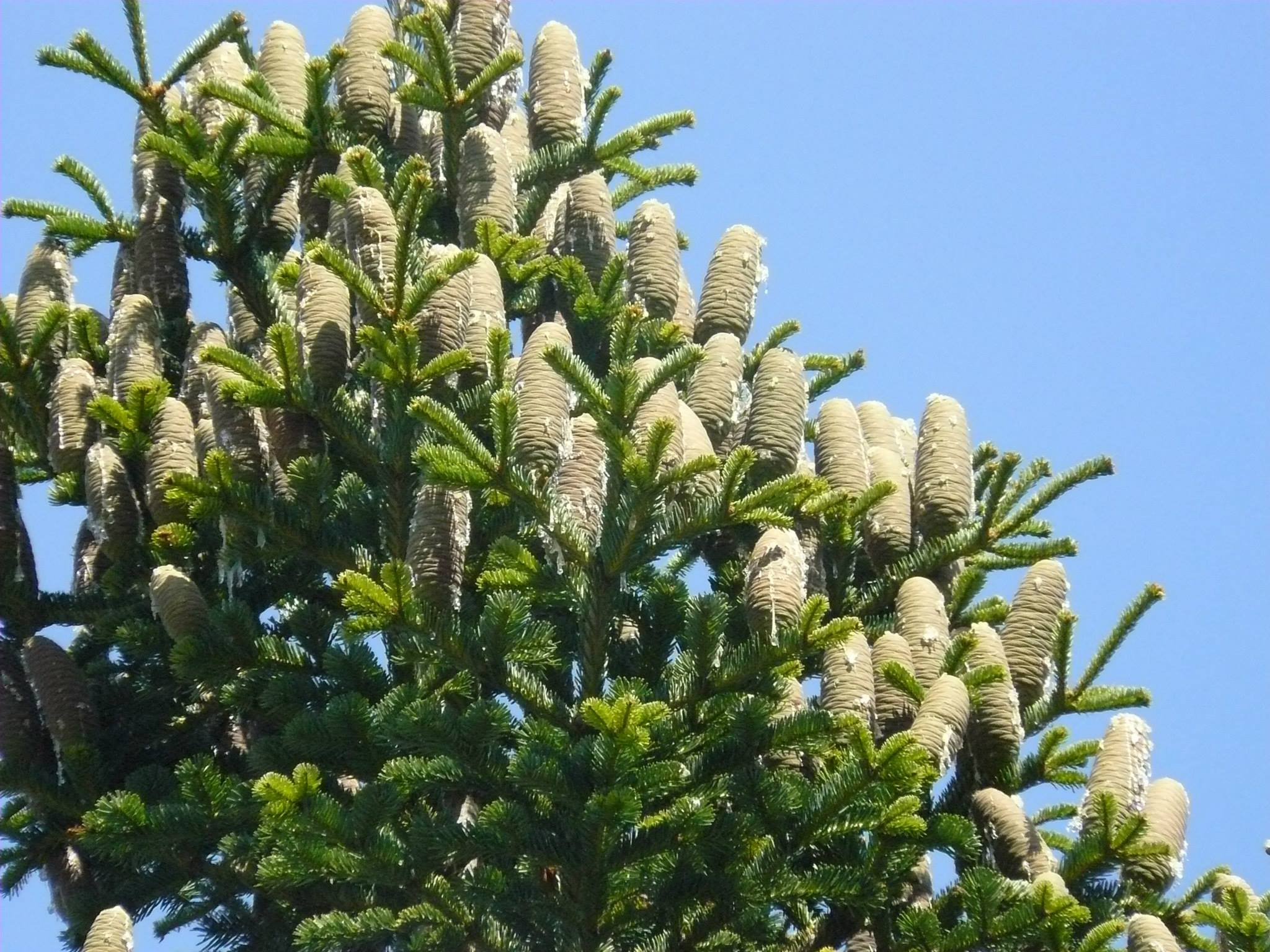
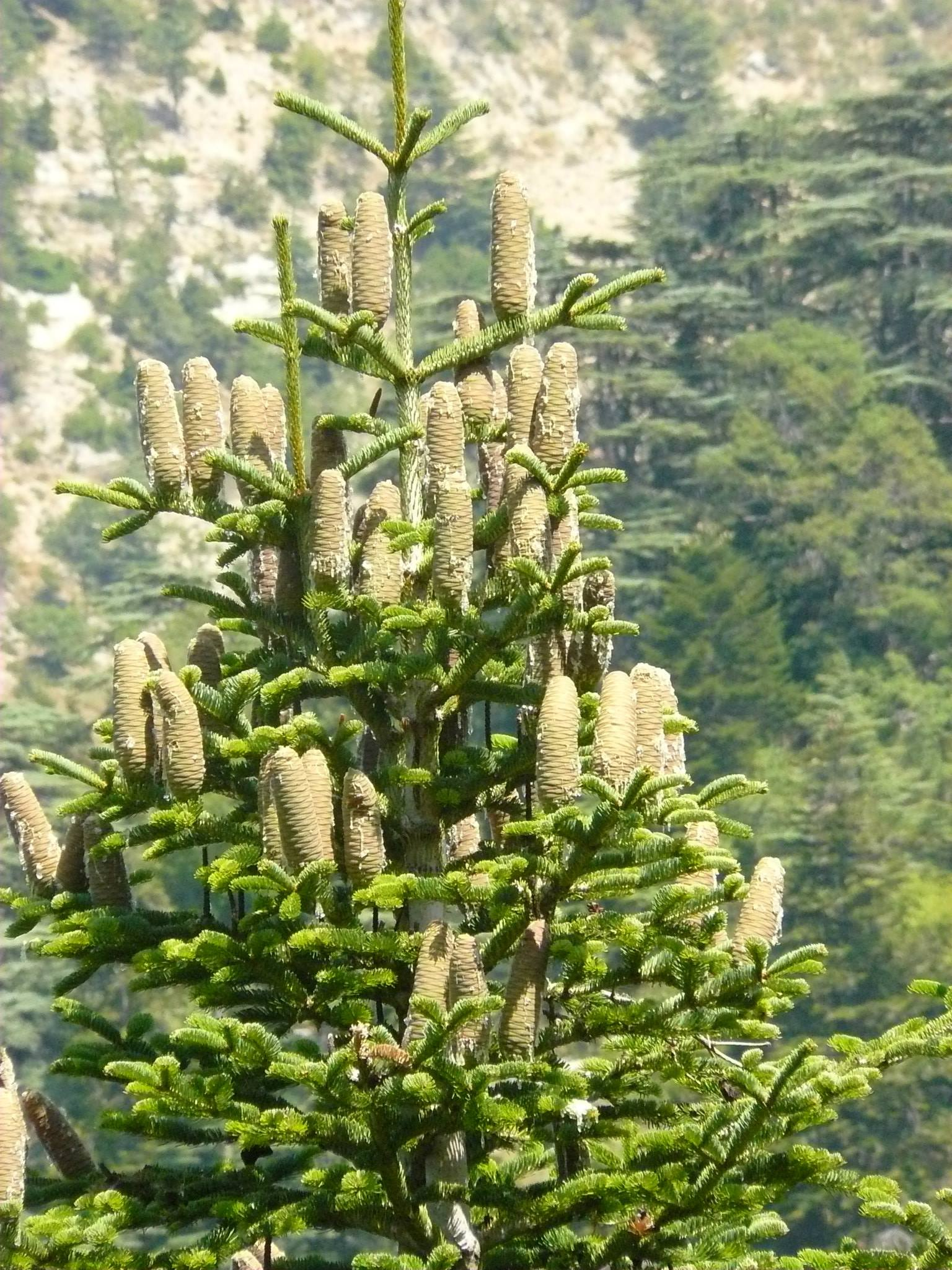
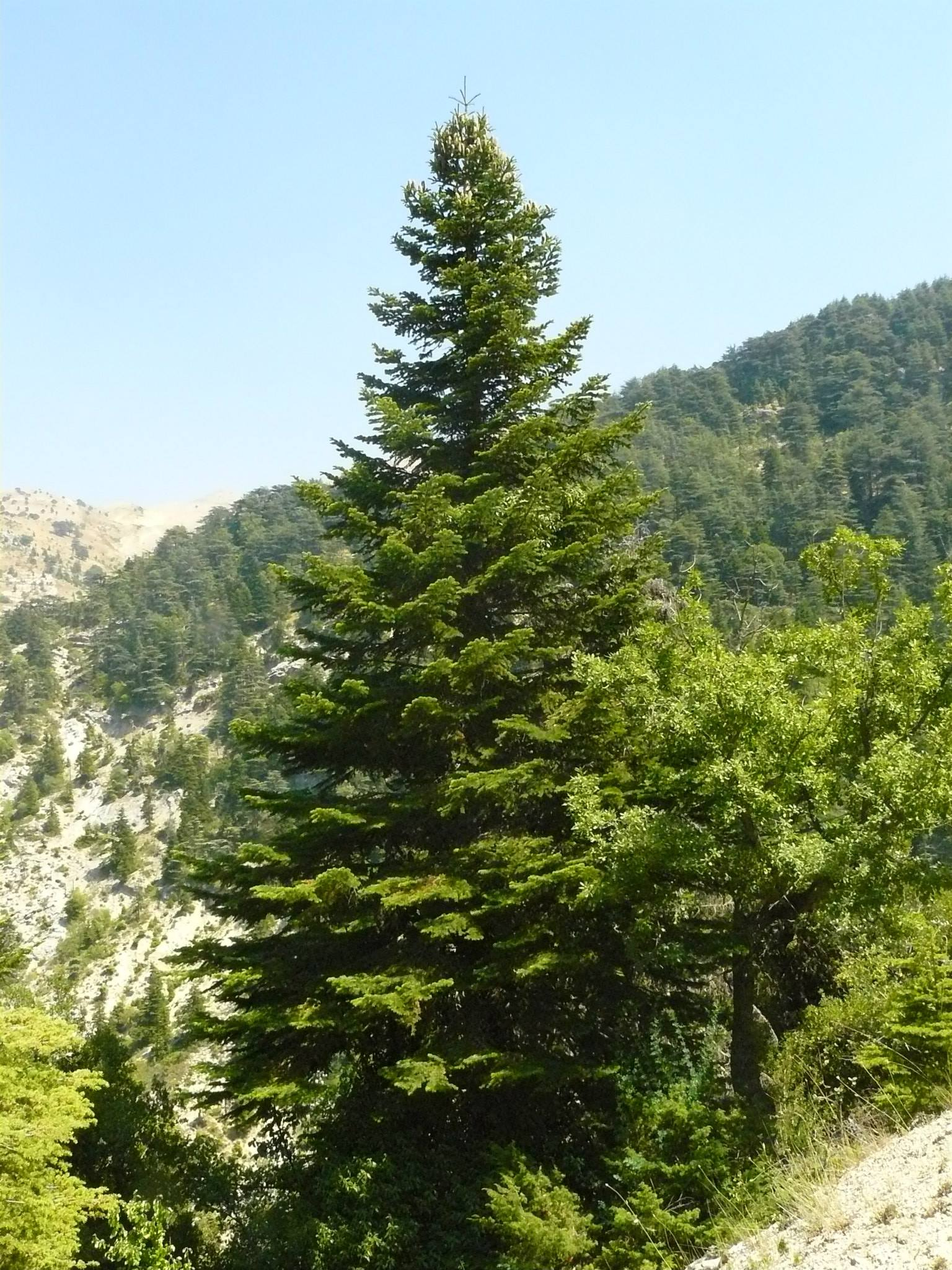